# Замок Герста

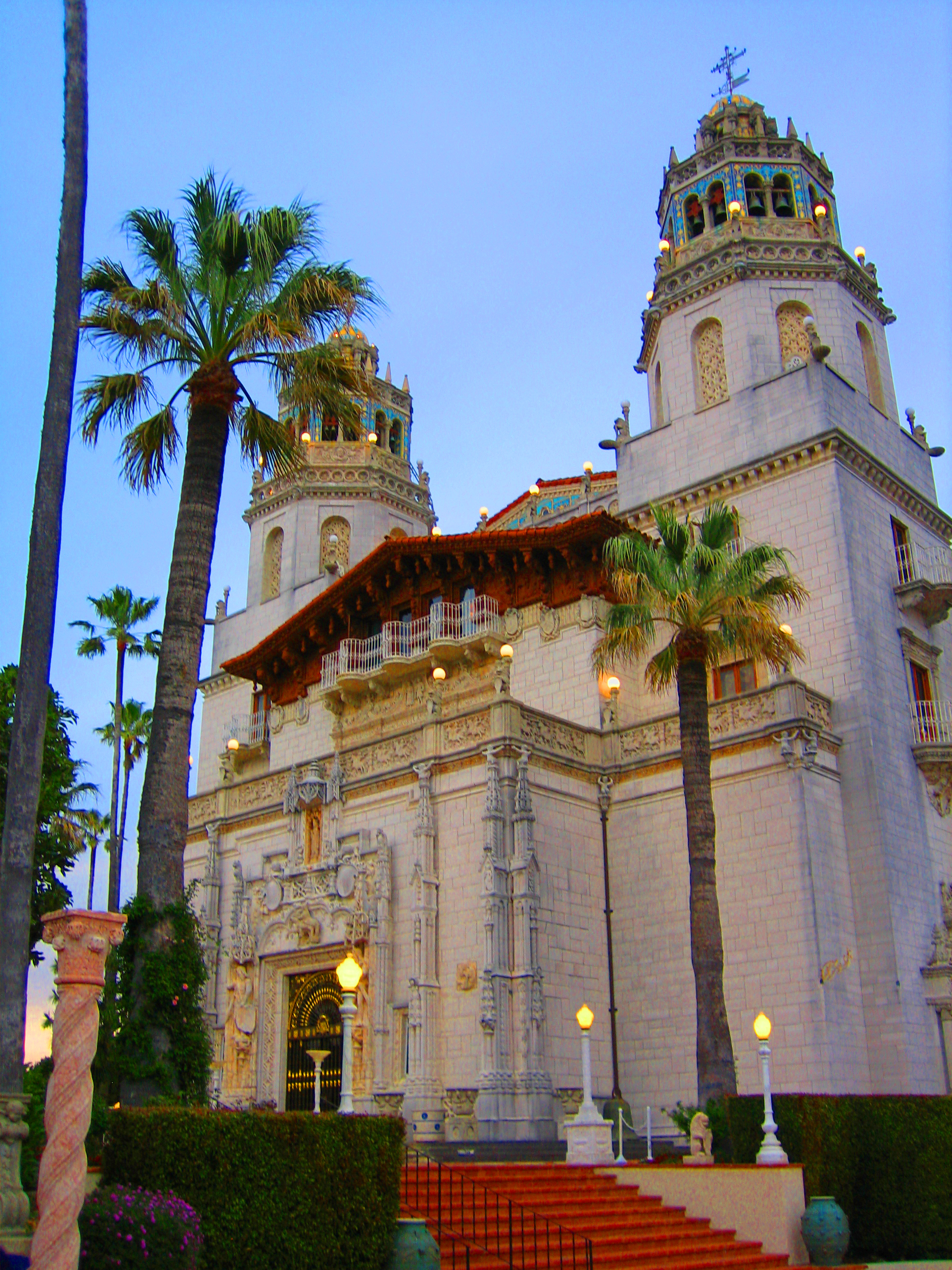
Вхід у садибний будинок.

Замок Геста, Замок Херста, Герст-кастл (англ. Hearst Castle, тобто «замок Герста») — національний історичний пам'ятник на тихоокеанському узбережжі Каліфорнії, приблизно на півдорозі між Лос-Анджелесом і Сан-Франциско близько Сан-Сімеона у повіті Сан-Луїс-Обіспо. Головний садибний будинок стоїть на «Зачарованому пагорбі» (ісп. La Cuesta Encantada) за 8 км від океану. В будинку 56 спалень, 61 вбиральня, 19 віталень, на території садиби — кілька басейнів і тенісних кортів, кінотеатр, аеродром і найбільший у світі приватний зоопарк (зараз без тварин).

## Історія
Початкова ділянка в північній Каліфорнії площею 160 кв км була придбана сенатором Джорджем Герстом у 1865 році. Першою спорудою став будинок у дусі вікторіанської Англії, який залишився в розпорядженні його нащадків. Після смерті вдови сенатора в 1919 році садибу (площа якої до того часу виросла до 250 тисяч акрів) успадкував син сенатора, відомий медіамагнат Вільям Рендольф Герст. За його ініціативою Герст-кастл прикрасився величавими будовами, які принесли цьому куточку Каліфорнії світову популярність.
До 1947 року він постійно будував, зносив і розбудовував свій замок, який він зазвичай називав «ранчо». Залучений ним архітектор Джулія Морган еклектично перетасовувала стилі різних періодів європейської історії: головний будинок нагадує іспанську собор епохи платереско, а у крайки басейну Нептуна мальовничо розташувався павільйон з перевезеним із Середземномор'я давньоримським фронтоном. Твори мистецтва для прикраси садиби (включаючи гігантські плафони) доставляли з Європи.

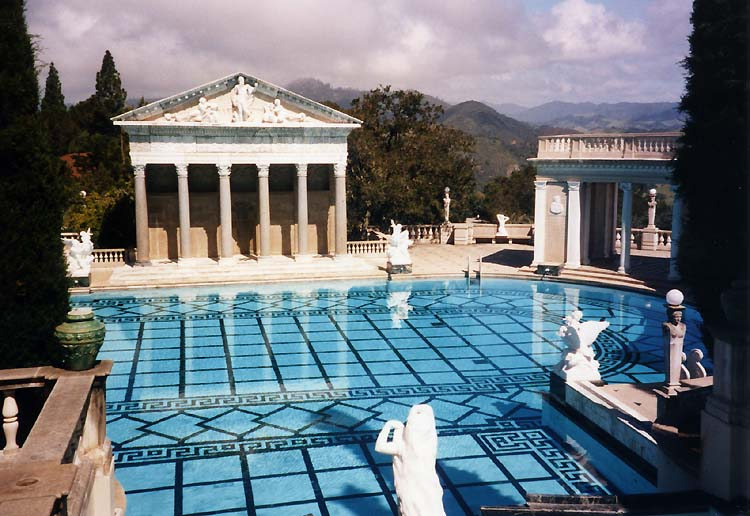
Басейн у замку Герста

Вечорами в садибі проходили раути, дістати запрошення на що вважалося великою честю. Крім незліченних голлівудських зірок, на вечірках в будинку Герста бували такі знаменитості, як Калвін Кулідж, Франклін Рузвельт, Вінстон Черчіль, Чарлі Чаплін.
У 1947 році власник будинку за порадою лікарів був змушений залишити морське узбережжя. Десять років потому його корпорація передала Герст-кастл владі штату за умови, що сімейство Герстів збереже право проживати на його території.

## Ксанаду
Замок послужив прототипом грандіозного маєтку Ксанаду (Занаду), зведеного Чарльзом Фостером Кейном у фільмі Орсона Веллса «Громадянин Кейн» (1941). Флоридський маєток Кейна описується як найбільший у світі — «найдорожчий пам'ятник, збудований людиною в честь самого себе з часів пірамід». Звезених туди творів мистецтва вистачило б для наповнення десяти музеїв.
В цілях економії бюджету Веллс не став будувати макет маєтку. Для зображення зовнішнього вигляду замку у фільмі використана графіка на матовому склі. Неприступні стіни сутінково освітленого Ксанаду завжди оточені зловісним густим туманом. Зйомка інтер'єрів велася знизу і трохи по діагоналі, підкреслюючи гігантоманію Кейна і самотність будинку, який став в'язницею його господаря, а рівно і порожнечу його внутрішнього життя.

## Див. також

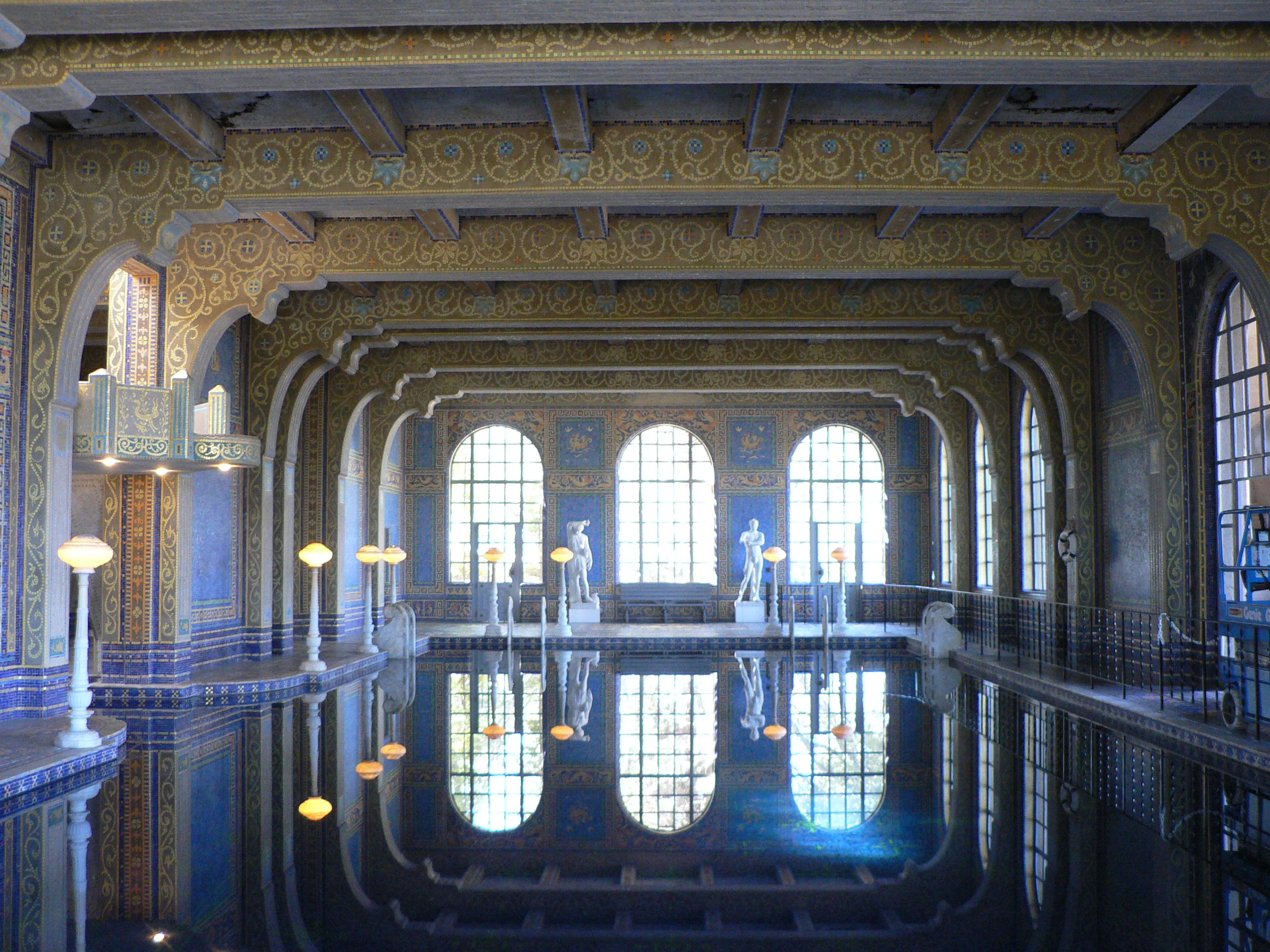
Басейн, стилізований під давньоримські терми.